# Vollspaltenboden

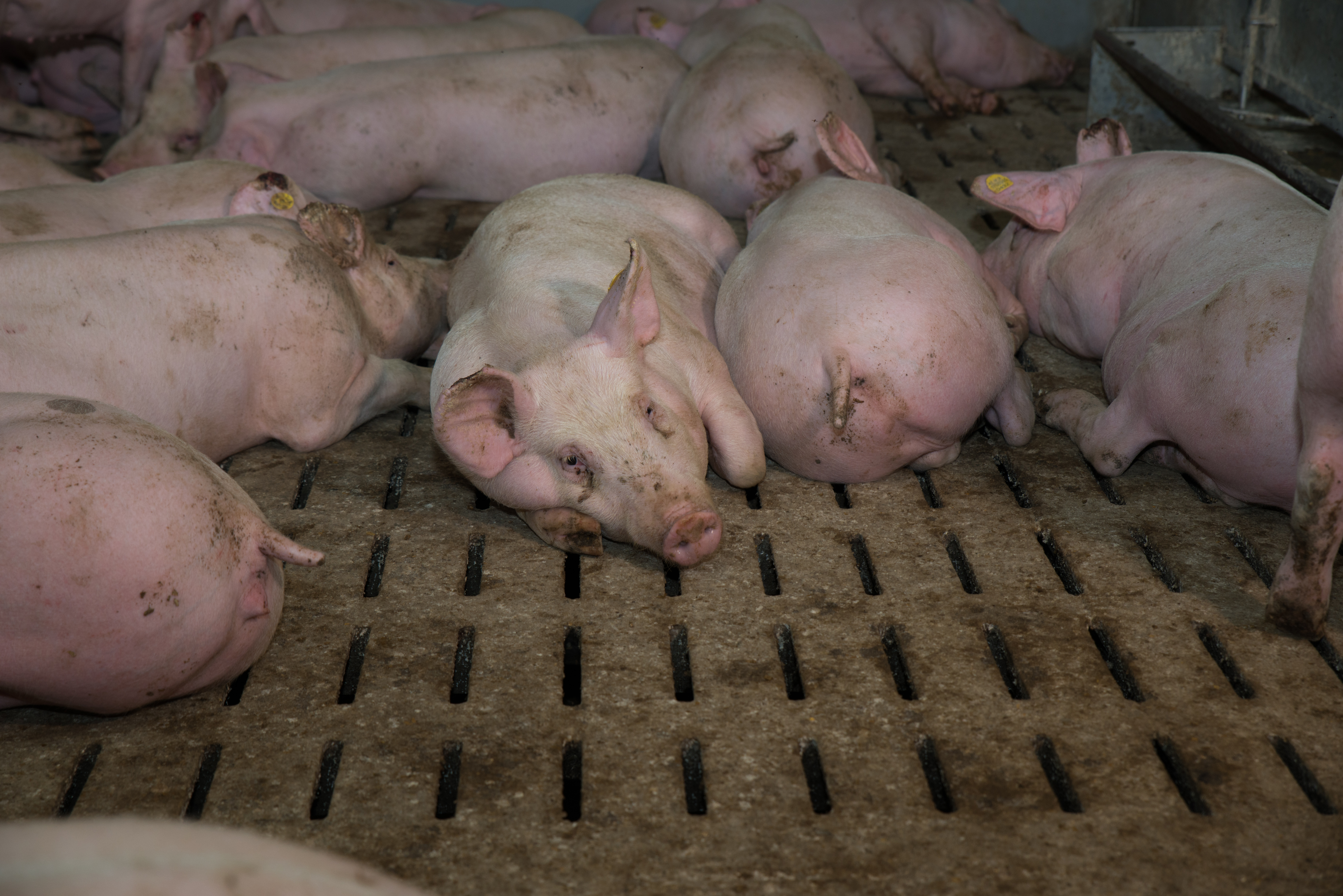
Schweine liegen auf einem Beton-Vollspaltenboden in einer konventionellen Schweinehaltung

Die Vollspaltenbodenhaltung ist eine weit verbreitete Haltungsform von Schweinen und Rindern in der konventionellen Landwirtschaft. In der Regel handelt es sich beim Vollspaltenboden um einen Betonboden, in den Spalten eingelassen sind. Durch diese Spalten fällt bzw. rinnt der Kot und Urin der Tiere in die darunter befindliche Güllegrube. Anders als beim Teilspaltenboden, der auch einen planbefestigten Bereich aufweist, ist beim Vollspaltenboden die gesamte Fläche mit Spaltenbodenplatten ausgelegt.

## Gesetzliche Regelungen in Deutschland

### Schweine
Im 5. Abschnitt der Tierschutz-Nutztierhaltungsverordnung, Anforderungen an das Halten von Schweinen, wird festgeschrieben, dass die maximale Spaltenbreite für Saugferkel 11 mm, für Absetzferkel 14 mm und für Mastschweine 18 mm betragen darf. Die Auftrittsbreite zwischen den Spalten muss für Ferkel 50 mm und für Mastschweine 80 mm betragen. Der Boden darf aus Metallgitter oder Beton bestehen.

### Rinder
Abschnitt 2 der Tierschutz-Nutztierhaltungsverordnung lautet: Anforderungen an das Halten von Kälbern. Kälber werden als Rinder bis zu einem Alter von 6 Monaten definiert. Die maximale Spaltenbreite beträgt 25 mm, die Mindestauftrittsbreite der Balken 80 mm.

## Gesetzliche Regelungen in Österreich

### Schweine

Vergleich von Gütesiegeln und deren Sicherstellung des Tierwohles

Rund 70 % der Schweine in Österreich werden auf Vollspaltenboden gehalten. Stroh wird bei dieser Haltungsform nicht eingestreut. Lediglich 11 % der Schweine in Österreich werden auf Stroh gehalten.
In den Mindestanforderungen für die Haltung von Schweinen, Anlage 5 der 1. Tierhaltungsverordnung, ist festgeschrieben, dass die Spaltenbreite für Ferkel 10 mm und der Abstand zwischen den Spalten 50 mm betragen muss. In der Mastschweinehaltung sind die Spalten 18 mm breit und im Abstand von 80 mm zueinander angeordnet. Ferkel werden in der Regel auf Kunststoffgittern und Metallrosten, Mastschweine auf Betonboden gehalten.

### Rinder
In der Anlage 2 der 1. Tierhaltungsverordnung sind die Mindestanforderungen für die Haltung von Rindern festgeschrieben. Der Vollspaltenboden darf aus Beton, Kunststoff und Metallrosten bestehen. Die Spaltenbreite für Rinder bis 200 kg ist mit 25 mm, für Rinder über 200 kg mit 35 mm und für Mutterkühe mit Kälbern mit 30 mm festgeschrieben. In Kombination mit der Anbindehaltung darf die Spaltenbreite 40 mm betragen. Dabei wird dem Tier eine Bewegungsfreiheit von 60 cm in Längsrichtung und 40 cm in Querrichtung geboten.

### Verbot
Im April 2019 startete der Verein gegen Tierfabriken (Österreich) eine bundesweite Kampagne zur Abschaffung der Vollspaltenbodenhaltung bei Schweinen. Der Verein argumentiert, dass der Boden den Schweinen unnötige Schmerzen bereite. Schweine hätten auf Vollspaltenboden 92 % öfter Schleimbeutelentzündungen, die Todesrate sei vier Mal höher als bei einer Haltung mit Stroh. Außerdem bekämen die Tiere öfter Lungenentzündungen und entzündete Augen durch die Ammoniakdämpfe von Kot und Urin.
2022 wurde im Nationalrat ein Verbot von Vollspaltenböden in ab Anfang 2023 errichteten Ställen beschlossen. Für Bestandsanlagen wurde eine Übergangsfrist von 17 Jahren vorgesehen. Anfang 2024 hob der Verfassungsgerichtshof diese Frist zum 1. Juni 2025 auf, da er sie als zu lang und sachlich nicht gerechtfertigt erachtete.

## Kritik am Vollspaltenboden in der Schweinehaltung

### Wissenschaftliche Erkenntnisse
Mehrere Studien schlussfolgern, dass die Vollspaltenbodenhaltung bei Schweinen zu einer erhöhten Verletzungs- und Mortalitätsrate führt.

#### Gelenksentzündungen
Wissenschaftliches Personal der veterinärmedizinischen Fakultät der Universität München hat im Jahr 2015 in drei verschiedenen Schlachthöfen insgesamt 948 Schlachtkörper von Schweinen obduziert. Dabei wurde festgestellt, dass 92 % aller Schweine, die zuvor auf Vollspaltenboden gehalten wurden, Entzündungen an den Gelenken entwickelten.
Eine weitere wissenschaftliche Untersuchung ergab, dass von insgesamt 720 untersuchten Schweinen, im Mittel alle Vollspaltenboden-Schweine an Gelenksentzündungen litten. Schweine, die auf Stroh gehalten wurden, wiesen hingegen keine Gelenksentzündungen auf.

#### Erhöhte Mortalität
Durch die Exkremente in der Güllegrube bildet sich Ammoniak, welches die Augen und Atemwege der Schweine reizt. Folglich entwickeln Vollspaltenboden-Schweine häufiger Augen- und Lungenentzündungen als Schweine, die auf Stroh gehalten werden. Schweine auf Vollspaltenboden haben höhere Stresswerte und entwickeln häufiger Magengeschwüre als Schweine, die alternativ gehalten werden. Die Strukturlosigkeit der Buchten und das Fehlen von abwechslungsreicher Beschäftigung führt zu Kannibalismus, bspw. in Form von Ohren- und Schwanzbeißen. Die Mortalitätsrate in der Vollspaltenbodenhaltung ist dreimal so hoch wie bei Schweinen, die auf Stroh gehalten werden.

### Tierschutzarbeit in Österreich
Der Verein gegen Tierfabriken führt eine Kampagne für ein Verbot des Vollspaltenbodens in der Schweinehaltung. Laut einer Umfrage, durchgeführt vom Gallup-Institut, befürworten 83 % der österreichischen Bevölkerung ein Verbot des Vollspaltenbodens. 96 % der Befragten wollen, dass Schweinen Stroh eingestreut wird. Im Sommer 2019 wurde insgesamt dreimal über ein Vollspaltenbodenverbot im Nationalrat abgestimmt. Jedes Mal wurde der Antrag von den Abgeordneten der ÖVP und FPÖ abgelehnt.
Im Februar 2020 kündigte das Tierschutzministerium an, die Verordnung zur Haltung von Schweinen zu reformieren. Der Übersetzungsfehler der EU-Richtlinie soll korrigiert werden.

## Kritik am Vollspaltenboden in der Rinderhaltung

### Wissenschaftliche Erkenntnisse
Im Rahmen einer Untersuchung der Veterinärmedizinischen Universität Wien wurden verschiedene Haltungsverfahren für Rinder miteinander verglichen. Die größten Unterschiede zeigten sich zwischen der Haltung auf Vollspaltenboden und der Haltung auf Stroh.
Beinahe 100 % der Rinder, die auf Vollspaltenboden gehalten wurden, wiesen Verletzungen an den Karpalgelenken auf, 84 % der Rinder sogar hochgradige Verletzungen. Diese Verletzungen führten bei einem Großteil der Tiere zu atypischen Verhaltensweisen. So zeigten 63 % der Rinder atypische Bewegungen beim Hinlegen. Generell vermieden die Tiere häufiges Hinlegen und Aufstehen. 62 % der Rinder zeigten Krusten, Wunden oder schwere Verletzungen an den Schwanzspitzen. Bei 17 % der Rinder waren die Verletzungen und Schäden am Bewegungsapparat dermaßen ausgeprägt, dass sich deutliche Lahmheiten zeigten. Zu weiteren Verletzungen auf Vollspaltenboden zählten Verletzungen des Tarsalgelenks, Zwischenklauenentzündungen und Einziehungen der Klauenlederhaut.
Aufgrund der hohen Anzahl an Verletzungen und Verhaltensabweichungen bewerten die Studienautoren die Haltung von Rindern auf Vollspaltenboden als nicht tiergerecht.